# NGC 3991
NGC 3991 (również PGC 37613 lub UGC 6933) – galaktyka nieregularna (Im/P), znajdująca się w gwiazdozbiorze Wielkiej Niedźwiedzicy. Odkrył ją Heinrich Louis d’Arrest 5 lutego 1864 roku. Wraz z NGC 3994 i NGC 3995 wchodzi w skład małej grupy oddziałujących ze sobą grawitacyjnie galaktyk oznaczonej jako Arp 313 w Atlasie Osobliwych Galaktyk Haltona Arpa.